# Soor
De Soor is een beek in de Belgische provincie Luik die in de Hoge Venen ontspringt en door het Hertogenwoud loopt. Zij mondt ongeveer 2 km zuidelijk van Eupen, bij de plaats genaamd "Schwarze Brücke", uit in de Helle.

## Eupener Graaf
In de 17e eeuw hebben de Eupense textielfabrikanten toestemming gevraagd aan de Habsburgse stadhouder in Brussel om een "graaf" (kanaal) aan te leggen teneinde een deel van het water van de Gileppe naar de Soor om te leiden. De achtergrond hiervan was om productie-uitval in de textielindustrie, door watertekort in de Soor, te verminderen.

## Soortunnel
Begin jaren 50 van de 20e eeuw werd een circa 2,5 km lange tunnel van de Soor naar het Gileppestuwmeer aangelegd, ditmaal om Eupen voor overstromingen te beschermen en om te voldoen aan de gestegen behoefte aan drink- en industriewater in het gebied van Verviers. Bij de aanleg van de tunnel deed zich plotseling een hevig onweer voor waardoor het waterpeil sterk steeg. Bij het plotseling vollopen van de tunnel kwamen acht arbeiders om het leven..

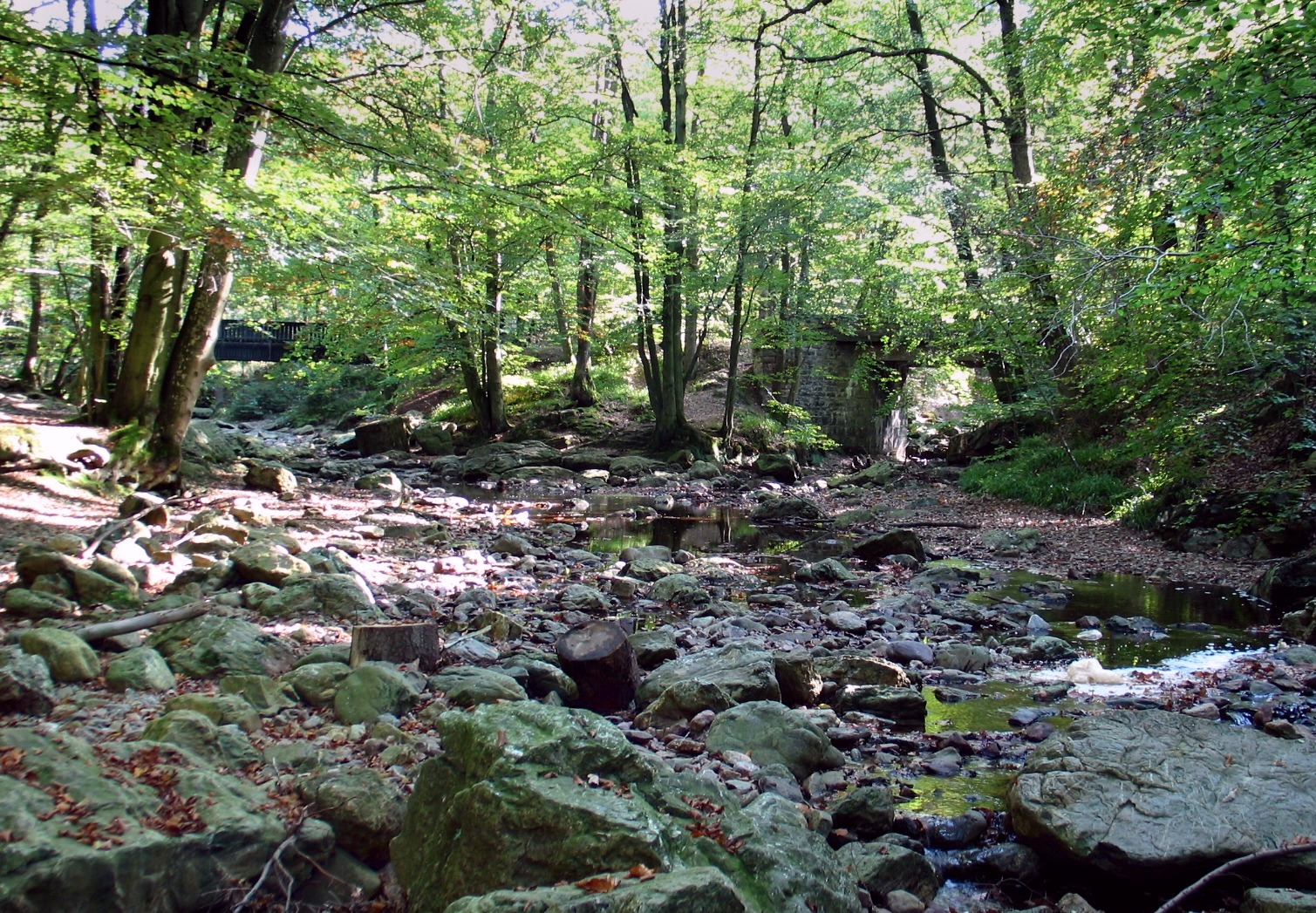
Samenvloeiing van de Helle en Soor (rechts)
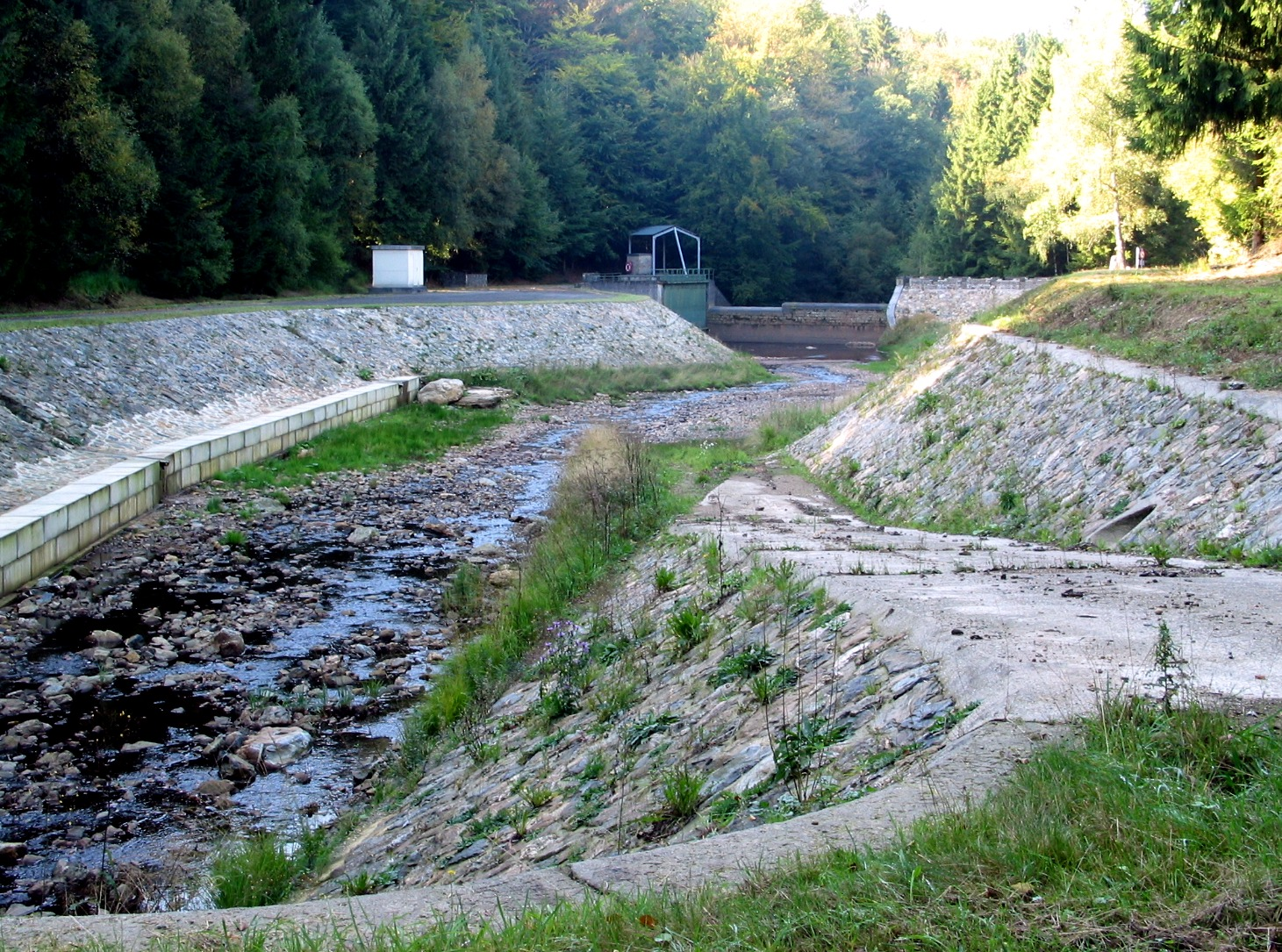
Stuwbekken voor de ingang van de Soortunnel
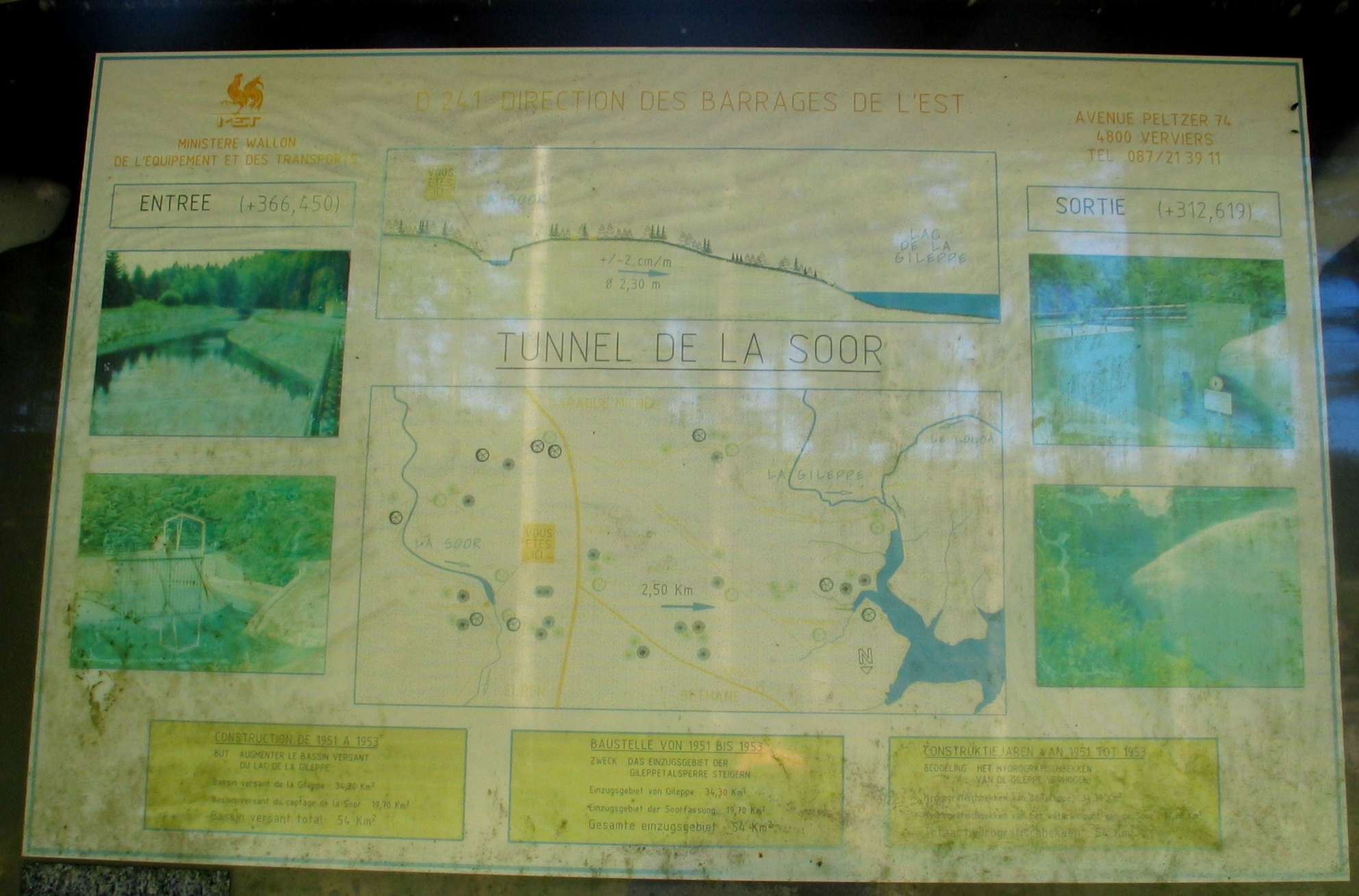
Informatiebord bij het Soorstuwbekken
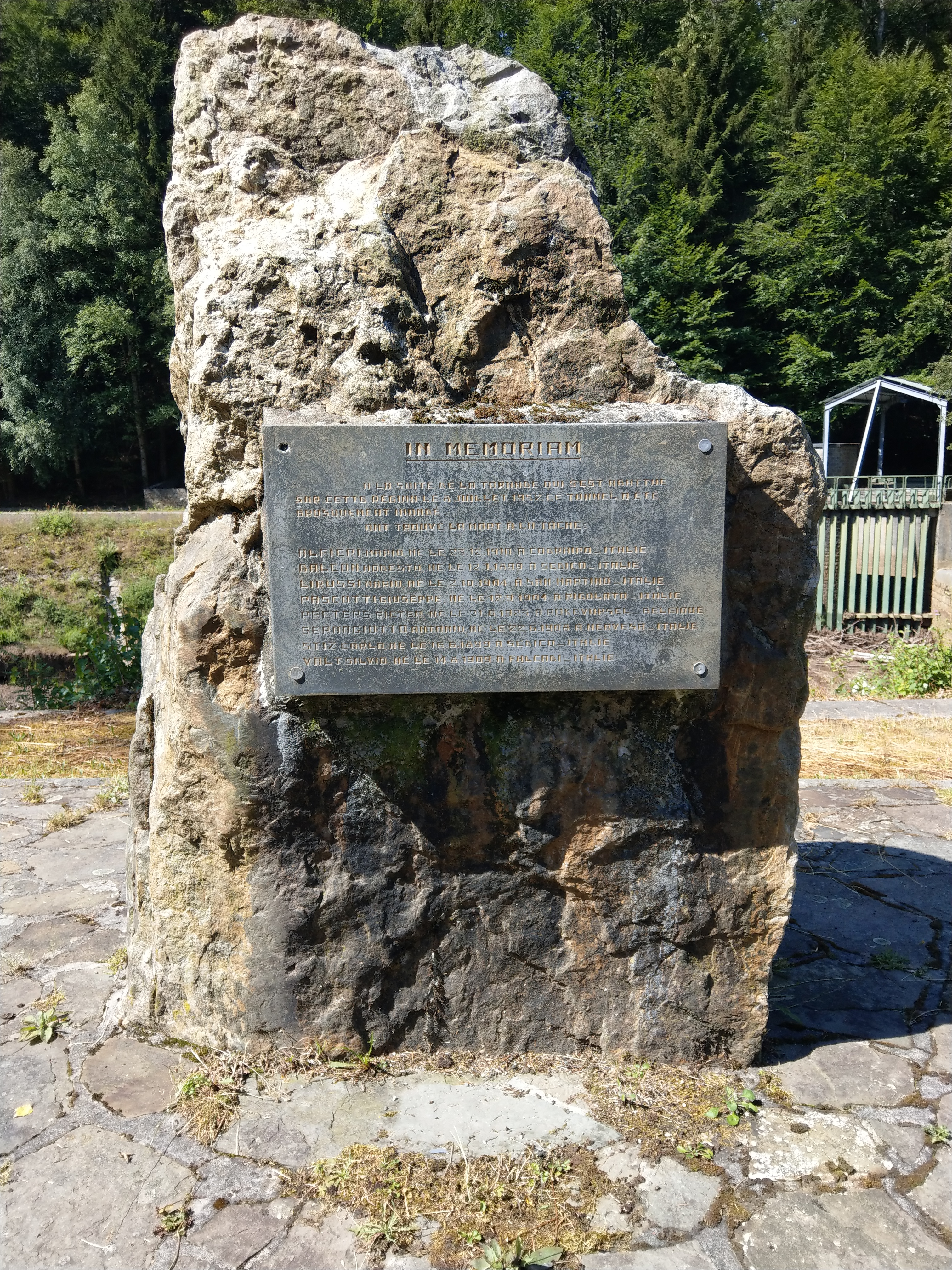
Monument voor de gestorven arbeiders bij de aanleg van de Soortunnel
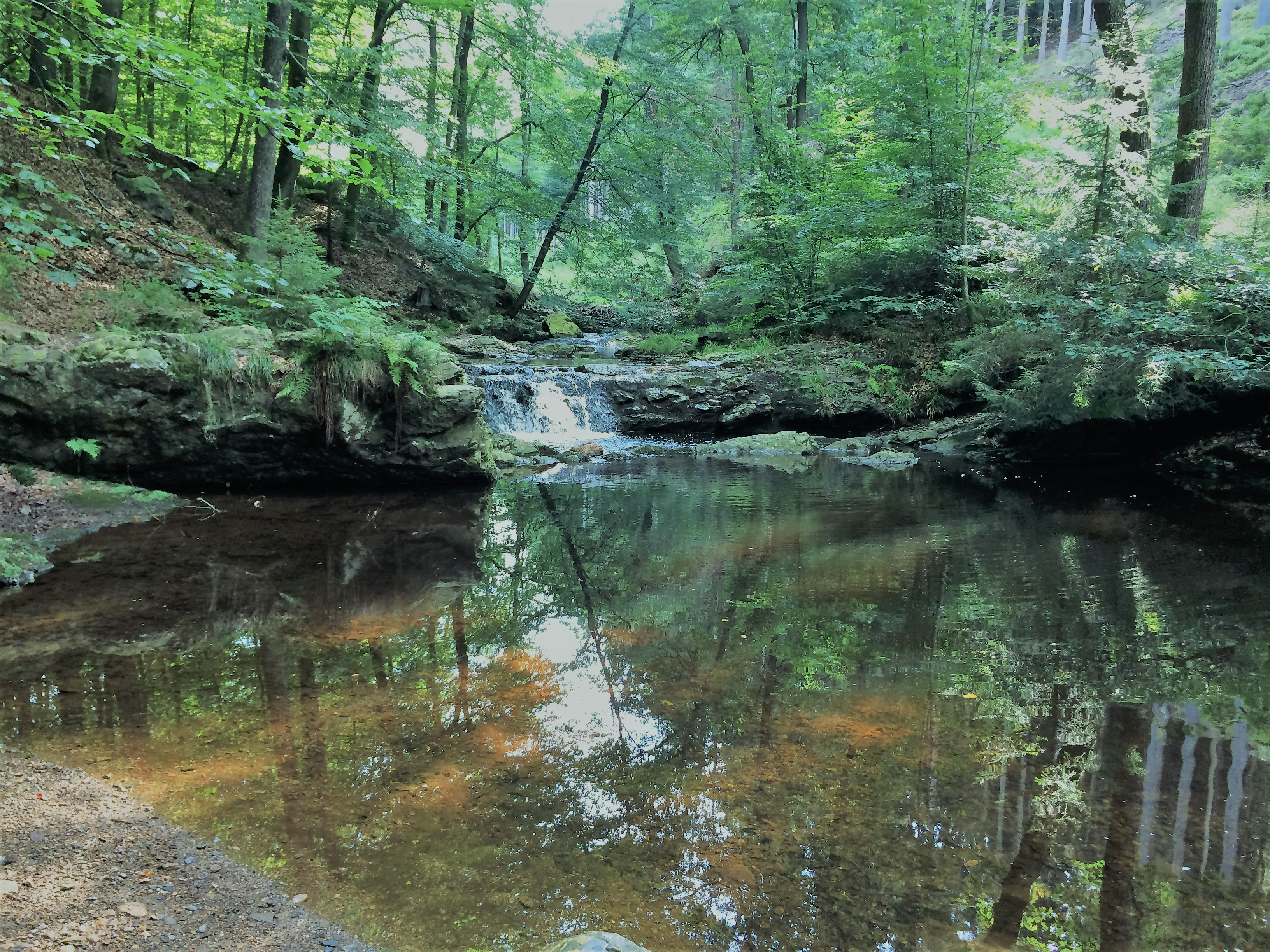
De Soor bij Eupen